# Søren Phillip
Søren Phillip (Født 26. juni 1983) er en dansk tidligere fodboldspiller, der spillede i angrebet. Han indstillede sin professionelle karriere i februar 2013 efter ikke at være kommet til enighed med 1. divisionsklubben FC Hjørring om en kontraktforlængelse.
Han har for Holstebro Boldklub, Silkeborg IF, FC Fredericia og FC Hjørring.